# Nepals historia

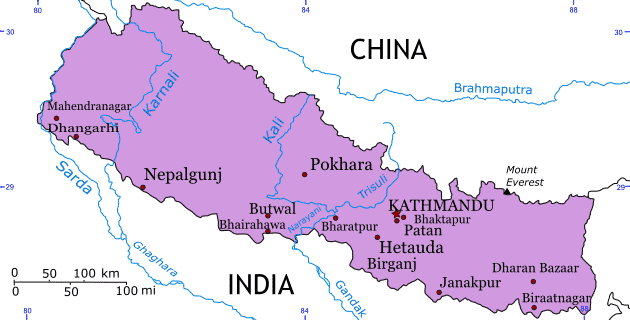
Karta över dagens Nepal

Nepals historia är i mycket formad dels av landets isolerade läge i Himalaya och dels av att landet gränsar till de två stora staterna Indien och Kina.

## Förhistoria och tidig historia
Landets kärnområde runt Kathmandudalen har varit bebott i minst 9 000 år och har sedan det första riket i området, Licchavi, grundat på 400-talet, huvudsakligen varit självständigt.
Licchaviriket föll samman på 700-talet. Omkring 1200 kom en rajput-dynasti till makten, men dess riken föll därefter sönder i fyra småriken.

## 1400- till 1700-talet
Från 1482 till 1768 var landet splittrat i tre riken: Kathmandu, Patan och Bhadgaon men enades igen av Prithvi Narayan Shah, furste av Gurkha.
Under 1700-talet föll Sikkims huvudstad till nepaleserna som förföljde de flyende in i Tibet, vilket utlöste ett krig mot Kina 1788-92. 1792-1912 var Nepal efter kriget tributpliktigt till Kina. 1792 slöts det första handelsavtalet med Brittiska Ostindiska Kompaniet.

## 1800-talet
Snart uppstod dock en brittiskfientlig stämning i landet. Detta ledde så småningom till Anglo-nepalesiska kriget 1814-16, varefter Nepal tvingades avstå delar av Sikkim och Terai i utbyte mot brittiskt erkännande. Dessutom fick man lov att motta en brittisk resident i huvudstaden.
Överbefälhavaren under kriget Bhimsen Thapa tillvållade sig högsta makten i Nepal på furstens bekostnad. Därigenom grundlades den egenartade maktfördelningen i Nepals styrelse. Sedan Bhimsen Thapa mördats 1839 inträdde flera års anarki, varur slutligen Jang Bahadur Rana höjde sig som innehavare av högsta statsmakten 1846. Denne var i flera avseenden en betydande statsman, som lade grunden till Nepals följande utveckling. 1850 företog han en resa till Storbritannien, som 1851 ledde till genomförandet av ett storslaget reformprogram, bland annat på rättskipningens område. Under Sepoyupproret stödde Nepal Storbritannien. 1867 stadfästes en ny författning för Nepal.
Jang Bahadur Rana avled 1877.

## 1900-talet
Bland Ranas efterträdare märks Chandra Shamsher Jang Bahadur Rana (premiärminister 1901-1929). Den senare upphävde bland annat slaveriet och ansvarade för Nepals otvetydiga uppslutning på Storbritanniens sida under första världskriget. Han erhöll full fördragsenlig stadfästelse av Nepals självständighet 1923.
Under 1900-talet höjdes röster för en demokratisering av kungadömet, Indiens självständighet 1947 och kommunisternas maktövertagande i Kina 1949 skakade landet, och under en tid tvingades kung Tribhuvan av Nepal i landsflykt i Indien. 1950 bildades Nepals kongressparti och 1959 antogs den första demokratiska författningen och en parlamentarisk regering. Kung Mahendra av Nepal upplöste dock 1960 parlamentet och förbjöd de politiska partierna. Den enväldige kungen införde 1962 ett partilöst system med folkvalda byråd, "panchayat" och ett indirekt valt parlament. Han efterträddes 1972 av sin son kung Birendra av Nepal. Efter omfattande oroligheter tvingades han 1980 att anordna en folkomröstning som gav 55 % stöd till panchayat-systemet. Han ändrade även författningen så att parlamentet fick en majoritet av folkvalda ledamöter. Makten stannade dock hos kungen och den av honom tillsatta regeringen.
1980-talet innebar fortsatta våldsamma protester mot det enväldiga styret, samtidigt som delar av folket fortfarande såg kungen som en inkarnation av guden Vishnu. Demokratirörelsen bekämpades våldsamt, men 1990 tvingades kungen att ge efter och införa en ny författning. Panchayatsystemet avskaffades och kungadömet blev en konstitutionell monarki utan reell makt för kungen, och partier tilläts för första gången på 30 år. I valen 1991 segrade kongresspartiet som bildade regering, men även maoisterna hade stora framgångar. Efter omfattande protester mot prisstegringar och korruption utsåg kungen 1994 en maoistisk regeringschef. Den svaga minoritetsregeringen blev dock kortvarig.

## 2000-talet

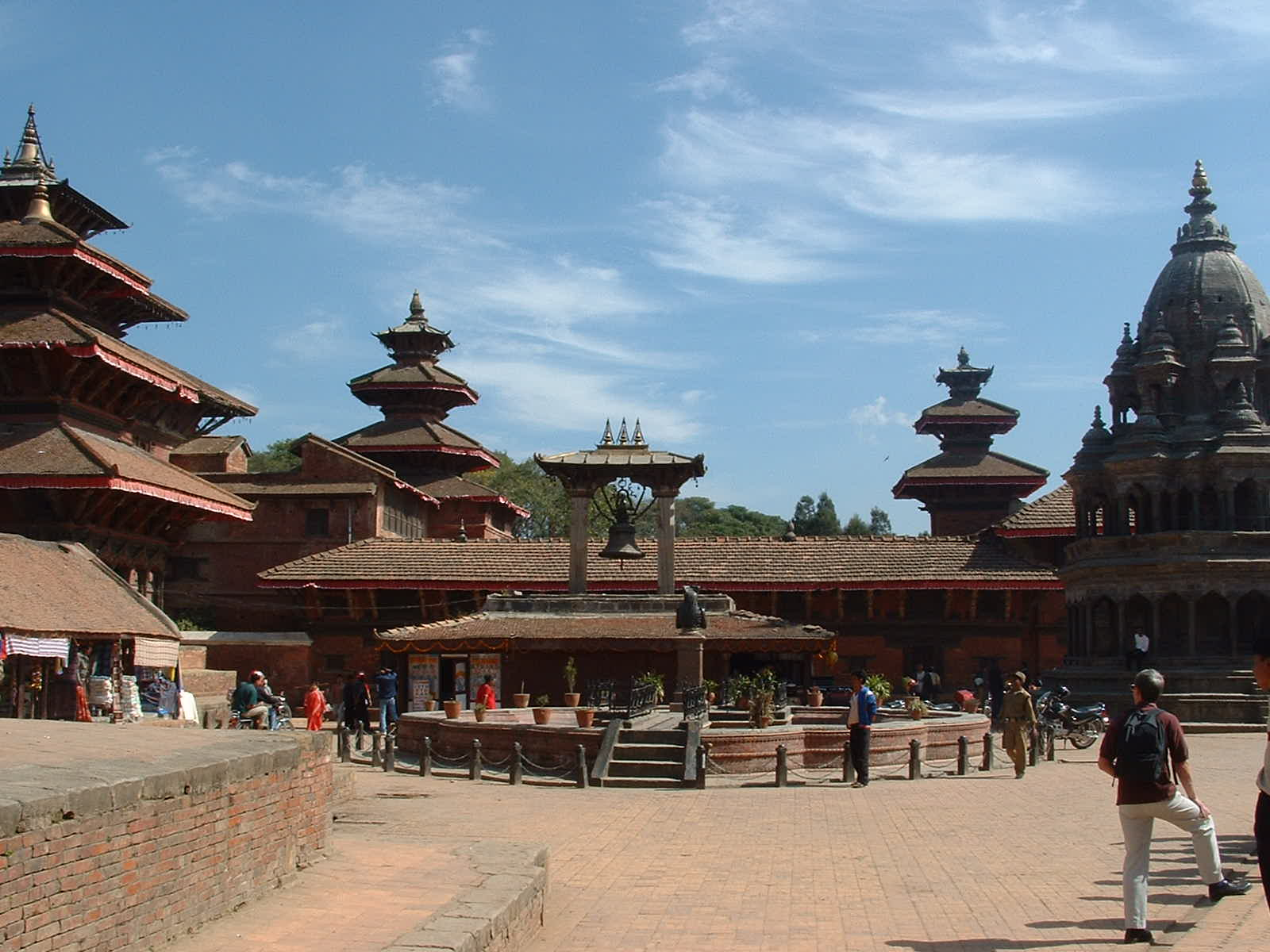
Hindutempel i Patan, huvudstad i ett av Nepals medeltida riken

De svåra inrikesproblemen ledde 1996-2006 också till ett blodigt inbördeskrig mellan kungens regeringstrupper och en maoistisk gerilla.
Ett fredsavtal undertecknades 2006. Därefter skedde en omsvängning i landets politik. 2008 beslöt landets parlament att avskaffa monarkin och låta införa republik. Samma år valdes ett nytt, provisoriskt parlament med uppdrag att utarbeta en ny författning för republiken Nepal.